# Past, Present & Futures
Past, Present & Futures  är ett musikalbum från 2001 med trion ”The Chick Corea New Trio” bestående av Chick Corea på piano,  Avishai Cohen på bas och Jeff Ballard på trummor.

## Låtlista
1. Fingerprints (Chick Corea) – 5'18
2. Jitterbug Waltz (Fats Waller) – 6'19
3. Cloud Candy (Chick Corea) – 7'20
4. Dignity (Chick Corea) – 5'39
5. Rhumba Flamenco (Chick Corea) – 6'19
6. Anna’s Tango (Chick Corea) – 4'37
7. The Chelsea Shuffle (Chick Corea) – 6'03
8. Nostalgia (Chick Corea) – 4'55
9. The Revolving Door (Chick Corea) – 6'21
10. Past, Present & Furures (Chick Corea) – 9'39
11. Life Line (Chick Corea) – 7'18

## Medverkande
- Chick Corea – piano
- Avishai Cohen – kontrabas
- Jeff Ballard – trummor